# دیوینیدیل
| بررسی انتقادی            | بررسی انتقادی             |
| منبع                     | رتبه‌بندی                  |
| ------------------------ | ------------------------- |
| Allmusic                 | link                      |
| Canadian Explorer Online | link                      |
| Daily Star               | (favorable) link          |
| Le Figaro                | (slightly favorable) link |
| گاردین                   | link                      |
| The Independent          | link                      |
| Radio Canada             | link                      |
| The Scotsman             | link                      |
| The Daily Telegraph      | (favorable) link          |
| تایمز                    | (slightly favorable) link |
| The Times                | link                      |

دیوینیدیل (به انگلیسی: Divinidylle) پنجمین آلبوم استودیویی خواننده فرانسوی ونسا پارادی است که در ۲۷ اوت ۲۰۰۷ توسط بارکلی منتشر شد. این آلبوم بین نوامبر ۲۰۰۵ و ژوئن ۲۰۰۷ ضبط شد. استقبال منتقدان مطلوب بود، به طوری که آل‌موزیک می‌گفت: «احتمالاً بهترین آلبوم پارادی تا کنون» بوده‌است. آثار هنری این آلبوم توسط بازیگر آمریکایی جانی دپ، همراه پارادی در آن زمان طراحی شده‌است.
در ژوئن ۲۰۰۷، تک‌آهنگ اصلی این آلبوم که به نام همین آلبوم بود، توسط فرانکفونی دیفیوژن پُرشنونده‌ترین تک‌آهنگ طی کل سال ۲۰۰۷ در فرانسه، اعلام گردید. 
آلبوم دیوینیدیل در سال ۲۰۰۹، توسط خواننده تایوانی، جولین تای در آلبوم پروانه مورد حمایت قرار گرفت.